# Хохляйтнер, Доротея
Доротея «Теа» Хохляйтнер (нем. Dorothea „Thea“ Hochleitner, 10 июля 1925, Бад-Гаштайн, Австрия — 11 мая 2012, Куфштайн, Австрия) — австрийская горнолыжница, бронзовый призёр зимних Олимпийских игр в Кортина-д’Ампеццо (1956) в гигантском слаломе.

## Спортивная биография
Успехи к спортсменке пришли ещё на юниорском уровне. К началу 1950-х гг. ей удалось войти в топ австрийских горнолыжниц; в 1951 г. она выиграла скоростной спуск на Международной неделе зимних видов спорта в Бад-Гаштайн, 1952 г. — гигантский слалом в Целль-ам-Зее и Хохкёниге и была включена в состав национальной сборной. На чемпионате страны в 1954 году в родном Бад-Гаштайне горнолыжница выиграла чемпионские титулы в слаломе, гигантском слаломе и комбинации. Завоевав в сезонах 1955/1956 ещё три золотых медали, она стала шестикратной чемпионкой Австрии в различных дисциплинах.
На зимних Олимпийских играх 1956 г. в Кортина д’Ампеццо завоевала бронзу в гигантском слаломе, которая пошла в зачет первенства мира; в скоростном спуске была седьмой, а в слаломе — двенадцатой. В двух последующих сезонах удачно выступила на нескольких международных стартах (Кранс-Ионтана, Этна, Кицбюэль), однако «домашний» чемпионат мира 1958 г. оказался для спортсменки неудачным и она приняла решение о завершении карьеры.
В дальнейшем работала в компании Kneissl, специализирующейся на продукции для занятий горнолыжным спортом.

## Зимние Олимпийские игры
| Олимпийские игры       | Скоростной спуск | Гигантский слалом | Слалом |
| ---------------------- | ---------------- | ----------------- | ------ |
| 1956 Кортина-д’Ампеццо | 7                | 3                 | 12     |